# Municipio de White Oak (condado de Warren)
El municipio de White Oak (en inglés: White Oak Township) es un municipio ubicado en el condado de Warren en el estado estadounidense de Iowa. En el año 2010 tenía una población de 927 habitantes y una densidad poblacional de 9,84 personas por km².

## Geografía
El municipio de White Oak se encuentra ubicado en las coordenadas 41°17′20″N 93°36′40″O / 41.28889, -93.61111. Según la Oficina del Censo de los Estados Unidos, el municipio tiene una superficie total de 94.22 km², de la cual 93,02 km² corresponden a tierra firme y (1,28 %) 1,2 km² es agua.

## Demografía
Según el censo de 2010, había 927 personas residiendo en el municipio de White Oak. La densidad de población era de 9,84 hab./km². De los 927 habitantes, el municipio de White Oak estaba compuesto por el 98,06 % blancos, el 0,11 % eran afroamericanos, el 0,86 % eran amerindios, el 0,11 % eran asiáticos, el 0,43 % eran de otras razas y el 0,43 % eran de una mezcla de razas. Del total de la población el 1,4 % eran hispanos o latinos de cualquier raza.